# كاتسويا يوكوياما
كاتسويا يوكوياما (باليابانية: 横山勝也) هو موسيقي ياباني، ولد في 1934، وتوفي في 21 أبريل 2010.